# With or Without You
With or Without You is een single van de Ierse band U2. In maart 1987 werd de single uitgebracht.
De single verscheen op de albums The Joshua Tree en The Best Of 1980 - 1990 & B-Sides.

## Achtergrond
Het nummer werd voor het eerst live gespeeld tijdens de Joshua Tree Tour in Tempe, Arizona op 4 april 1987.
De plaat werd wereldwijd een hit. In U2's thuisland Ierland werd de nummer 1-positie behaald, evenals in de VS en Canada. In Nieuw-Zeeland werd de 5e positie behaald,  Australië de 9e, Zuid-Afrika de 11, Zweden de 13e, Frankrijk de 10e, Duitsland de 7e en in het Verenigd Koninkrijk de  4e positie in de UK Singles Chart.
In Nederland was de plaat op vrijdag 20 maart 1987 Veronica Alarmschijf op Radio 3 en werd mede hierdoor een gigantische hit in de destijds twee landelijke hitlijsten op de nationale publieke popzender. De plaat bereikte de 2e positie in zowel de Nederlandse Top 40 als de Nationale Hitparade Top 100. In de Europese hitlijst op Radio 3, de TROS Europarade, bereikte de plaat de 4e positie. 
In België bereikte de single de 3e positie in de voorloper van Vlaamse Ultratop 50 en de 4e positie in de Vlaamse Radio 2 Top 30. In Wallonië werd géén notering behaald. 
Volgens een recent onderzoek is deze plaat de zevende meest aangevraagde tijdens begrafenissen in het Verenigd Koninkrijk.
Sinds de allereerste editie in december 1999 staat de plaat onafgebroken genoteerd in de jaarlijkse NPO Radio 2 Top 2000 van de Nederlandse publieke radiozender NPO Radio 2, met als hoogste notering een 26e positie in 2000.

## Opmerkelijke Feiten
- With or Without You is na I Still Haven't Found What I'm Looking For het meest gecoverde U2-nummer
- Dit nummer was het eerste nummer van U2 dat op cdsingle werd uitgebracht.
- Verschijnt in seizoen 2 aflevering 8: "The one with the list" in tv-show Friends.

## Hitnoteringen

### Nederlandse Top 40
| "With or Without You" in de Nederlandse Top 40 - binnen 28-03-1987 | "With or Without You" in de Nederlandse Top 40 - binnen 28-03-1987 | "With or Without You" in de Nederlandse Top 40 - binnen 28-03-1987 | "With or Without You" in de Nederlandse Top 40 - binnen 28-03-1987 | "With or Without You" in de Nederlandse Top 40 - binnen 28-03-1987 | "With or Without You" in de Nederlandse Top 40 - binnen 28-03-1987 | "With or Without You" in de Nederlandse Top 40 - binnen 28-03-1987 | "With or Without You" in de Nederlandse Top 40 - binnen 28-03-1987 | "With or Without You" in de Nederlandse Top 40 - binnen 28-03-1987 | "With or Without You" in de Nederlandse Top 40 - binnen 28-03-1987 | "With or Without You" in de Nederlandse Top 40 - binnen 28-03-1987 | "With or Without You" in de Nederlandse Top 40 - binnen 28-03-1987 | "With or Without You" in de Nederlandse Top 40 - binnen 28-03-1987 | "With or Without You" in de Nederlandse Top 40 - binnen 28-03-1987 |
| Week                                                               | 1                                                                  | 2                                                                  | 3                                                                  | 4                                                                  | 5                                                                  | 6                                                                  | 7                                                                  | 8                                                                  | 9                                                                  | 10                                                                 | 11                                                                 | 12                                                                 |                                                                    |
| ------------------------------------------------------------------ | ------------------------------------------------------------------ | ------------------------------------------------------------------ | ------------------------------------------------------------------ | ------------------------------------------------------------------ | ------------------------------------------------------------------ | ------------------------------------------------------------------ | ------------------------------------------------------------------ | ------------------------------------------------------------------ | ------------------------------------------------------------------ | ------------------------------------------------------------------ | ------------------------------------------------------------------ | ------------------------------------------------------------------ | ------------------------------------------------------------------ |
| Nummer                                                             | 24                                                                 | 9                                                                  | 5                                                                  | 2                                                                  | 2                                                                  | 4                                                                  | 4                                                                  | 5                                                                  | 10                                                                 | 14                                                                 | 22                                                                 | 39                                                                 | uit                                                                |

### Nationale Hitparade Top 100
| "With or Without You" in de Nationale Hitparade Top 100 - binnen: 28-03-1987 | "With or Without You" in de Nationale Hitparade Top 100 - binnen: 28-03-1987 | "With or Without You" in de Nationale Hitparade Top 100 - binnen: 28-03-1987 | "With or Without You" in de Nationale Hitparade Top 100 - binnen: 28-03-1987 | "With or Without You" in de Nationale Hitparade Top 100 - binnen: 28-03-1987 | "With or Without You" in de Nationale Hitparade Top 100 - binnen: 28-03-1987 | "With or Without You" in de Nationale Hitparade Top 100 - binnen: 28-03-1987 | "With or Without You" in de Nationale Hitparade Top 100 - binnen: 28-03-1987 | "With or Without You" in de Nationale Hitparade Top 100 - binnen: 28-03-1987 | "With or Without You" in de Nationale Hitparade Top 100 - binnen: 28-03-1987 | "With or Without You" in de Nationale Hitparade Top 100 - binnen: 28-03-1987 | "With or Without You" in de Nationale Hitparade Top 100 - binnen: 28-03-1987 | "With or Without You" in de Nationale Hitparade Top 100 - binnen: 28-03-1987 | "With or Without You" in de Nationale Hitparade Top 100 - binnen: 28-03-1987 | "With or Without You" in de Nationale Hitparade Top 100 - binnen: 28-03-1987 | "With or Without You" in de Nationale Hitparade Top 100 - binnen: 28-03-1987 | "With or Without You" in de Nationale Hitparade Top 100 - binnen: 28-03-1987 | "With or Without You" in de Nationale Hitparade Top 100 - binnen: 28-03-1987 | "With or Without You" in de Nationale Hitparade Top 100 - binnen: 28-03-1987 |
| Week                                                                         | 1                                                                            | 2                                                                            | 3                                                                            | 4                                                                            | 5                                                                            | 6                                                                            | 7                                                                            | 8                                                                            | 9                                                                            | 10                                                                           | 11                                                                           | 12                                                                           | 13                                                                           | 14                                                                           | 15                                                                           | 16                                                                           | 17                                                                           |                                                                              |
| ---------------------------------------------------------------------------- | ---------------------------------------------------------------------------- | ---------------------------------------------------------------------------- | ---------------------------------------------------------------------------- | ---------------------------------------------------------------------------- | ---------------------------------------------------------------------------- | ---------------------------------------------------------------------------- | ---------------------------------------------------------------------------- | ---------------------------------------------------------------------------- | ---------------------------------------------------------------------------- | ---------------------------------------------------------------------------- | ---------------------------------------------------------------------------- | ---------------------------------------------------------------------------- | ---------------------------------------------------------------------------- | ---------------------------------------------------------------------------- | ---------------------------------------------------------------------------- | ---------------------------------------------------------------------------- | ---------------------------------------------------------------------------- | ---------------------------------------------------------------------------- |
| Nummer                                                                       | 16                                                                           | 3                                                                            | 3                                                                            | 2                                                                            | 3                                                                            | 5                                                                            | 5                                                                            | 6                                                                            | 6                                                                            | 8                                                                            | 16                                                                           | 36                                                                           | 39                                                                           | 43                                                                           | 47                                                                           | 74                                                                           | 74                                                                           | uit                                                                          |

### TROS Europarade
Hitnotering: week 15 1987 t/m week  25 1987. Hoogste notering: #4 (3 weken).

### NPO Radio 2 Top 2000
| Nummer met noteringen in de NPO Radio 2 Top 2000 | '99 | '00 | '01 | '02 | '03 | '04 | '05 | '06 | '07 | '08 | '09 | '10 | '11 | '12 | '13 | '14 | '15 | '16 | '17 | '18 | '19 | '20 | '21 | '22 | '23 | '24 |
| ------------------------------------------------ | --- | --- | --- | --- | --- | --- | --- | --- | --- | --- | --- | --- | --- | --- | --- | --- | --- | --- | --- | --- | --- | --- | --- | --- | --- | --- |
| With or Without You                              | 51  | 26  | 52  | 35  | 40  | 38  | 47  | 48  | 48  | 46  | 62  | 62  | 86  | 53  | 47  | 45  | 56  | 59  | 41  | 52  | 55  | 53  | 67  | 79  | 63  | 130 |

1. ↑  Een vetgedrukt getal geeft de hoogste notering aan.

### JOE FM Hitarchief Top 2000
| "With or Without You" | "With or Without You" | "With or Without You" | "With or Without You" | "With or Without You" |
| Jaar                  | 2009                  | 2010                  | 2011                  | 2012                  |
| --------------------- | --------------------- | --------------------- | --------------------- | --------------------- |
| Positie               | 14                    | 24                    | 19                    | 20                    |

### Evergreen Top 1000
| Evergreen Top 1000 "With Or Without You - U2" | Evergreen Top 1000 "With Or Without You - U2" | Evergreen Top 1000 "With Or Without You - U2" | Evergreen Top 1000 "With Or Without You - U2" | Evergreen Top 1000 "With Or Without You - U2" | Evergreen Top 1000 "With Or Without You - U2" | Evergreen Top 1000 "With Or Without You - U2" | Evergreen Top 1000 "With Or Without You - U2" | Evergreen Top 1000 "With Or Without You - U2" | Evergreen Top 1000 "With Or Without You - U2" | Evergreen Top 1000 "With Or Without You - U2" | Evergreen Top 1000 "With Or Without You - U2" | Evergreen Top 1000 "With Or Without You - U2" | Evergreen Top 1000 "With Or Without You - U2" | Evergreen Top 1000 "With Or Without You - U2" | Evergreen Top 1000 "With Or Without You - U2" | Evergreen Top 1000 "With Or Without You - U2" |
| Jaar                                          | 2008                                          | 2009                                          | 2010                                          | 2011                                          | 2012                                          | 2013                                          | 2014                                          | 2015                                          | 2016                                          | 2017                                          | 2018                                          | 2019                                          | 2020                                          | 2021                                          | 2022                                          | 2023                                          |
| --------------------------------------------- | --------------------------------------------- | --------------------------------------------- | --------------------------------------------- | --------------------------------------------- | --------------------------------------------- | --------------------------------------------- | --------------------------------------------- | --------------------------------------------- | --------------------------------------------- | --------------------------------------------- | --------------------------------------------- | --------------------------------------------- | --------------------------------------------- | --------------------------------------------- | --------------------------------------------- | --------------------------------------------- |
| Positie                                       | -                                             | -                                             | -                                             | -                                             | -                                             | -                                             | -                                             | -                                             | -                                             | 344                                           | 249                                           | 260                                           | 331                                           | 236                                           | 354                                           | 268                                           |

Bono · The Edge · Adam Clayton · Larry Mullen jr.